# 이재호 (컬링인)
이재호(1976년 2월 12일~)는 대한민국의 컬링 선수이다.